# Stephan Weinrich

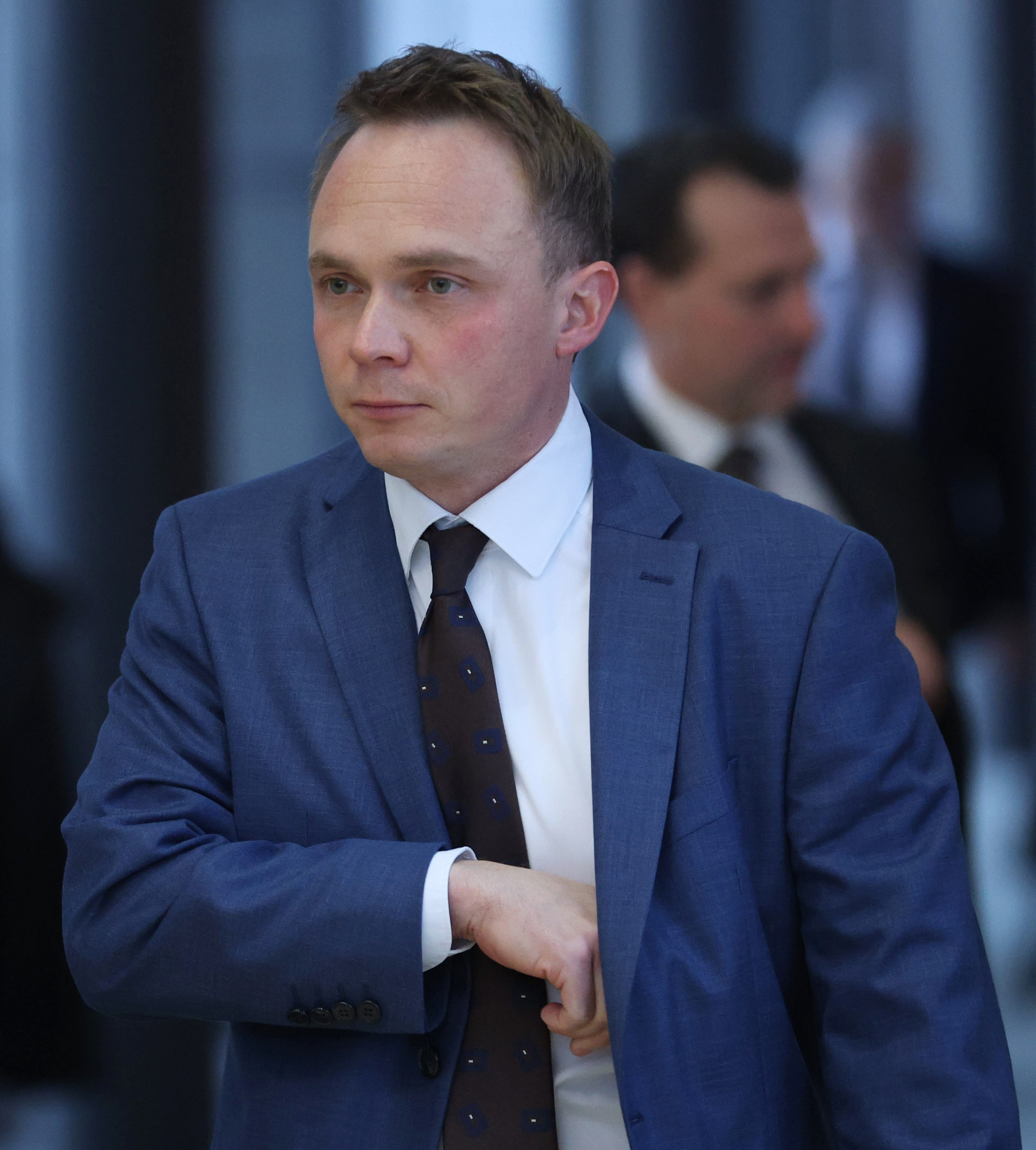
Stephan Weinrich (2024)

Stephan Weinrich (* 2. Januar 1986 in Zwickau) ist ein deutscher Politiker (CDU). Er ist seit 2024 Mitglied im Sächsischen Landtag und ehrenamtlicher Bürgermeister von Niederdorf.

## Leben
Stephan Weinrich wuchs in Niederwürschnitz auf. Er besuchte zunächst die Realschule und legte 2005 am Berufsschulzentrum in Oelsnitz die Abiturprüfung ab. Nach dem Zivildienst studierte er von 2006 bis 2011 Politikwissenschaft an der Technischen Universität Chemnitz mit Abschluss. Von 2019 bis 2022 absolvierte er zusätzlich eine Ausbildung zum Verwaltungsfachwirt. 

## Partei und Politik
Weinrich ist Mitglied der CDU und gehörte von 2009 bis 2014 dem Gemeinderat von Niederwürschnitz an. Er wurde 2015 zum Bürgermeister von Niederdorf gewählt und 2019 zusätzlich Kreisrat im Erzgebirgskreis.
Zur Wahl des 8. sächsischen Landtages am 1. September 2024 stellte sich der Weinrich zur Wahl im Wahlkreis Erzgebirge 1 als Direktkandidat seiner Partei, der CDU.
Mit 33,7 % unterlag er Katja Dietz (AfD) welche 37,4 % holte. Weinrich zog dennoch in den Landtag ein, da er mit Listenplatz 24 über das Zweitstimmenergebnis seiner Partei einen Platz bekam. Sein Amt als Bürgermeister legte er daraufhin nieder, da der Posten eines hauptamtlichen Bürgermeisters nicht mit dem Posten des Landtagsabgeordneten vereinbar ist (§29 Sächsisches Abgeordnetengesetz). Zur Neuwahl im Februar 2025 konnte sich Weinrich wieder um den Posten des Bürgermeisters bewerben, da durch eine Satzungsänderung im Jahr 2024 der Posten des Bürgermeisters auf ehrenamtlich herabgestuft wurde.
Weinrich wurde am 24. Februar 2025 mit 60,5 % im ersten Wahlgang erneut zum Bürgermeister (nun ehrenamtlich) gewählt.